# 施江南
施江南（1902年—1947年），台灣彰化鹿港人。台灣日治時期及二戰後的醫師，與台北醫學專門學校的醫學教授。二二八事件當時擔任二二八事件的事件處理委員會委員，之後受害。

## 生平
1924年台北醫學專門學校畢業，轉赴京都帝國大學醫學部內科專攻(專攻內科由松尾巖(1882-1963)教授及真下俊一(1888-1945)教授指導)，1930年京都帝國大學論文通過獲得醫學博士。
為台灣史上第三位醫學博士，更為台灣日治時期34位醫學博士中，以最低年齡（28歲）取得醫學博士者，杜聰明則為第二年輕（29歲）取得醫學博士學位者。
1931年返台於母校任講師，1935年4月升任該校教授。1940年當選日治時代的臺北州議員、皇民奉公會的中央本部參事、台灣奉公醫師團本部理事。
戰後曾任臺北市醫師公會副會長、台灣省科學振興會主席，當時尚有許多台籍日本兵滯留海外，施江南發起民間募款，接濟台籍兵返鄉。1947年3月初擔任二二八事件的事件處理委員會委員，被列入陳儀呈報給蔣介石的密裁名單。3月11日晚上，有人來敲台北市天水路上四方醫院的門要看病，施江南開門後便遭軍人帶走，從此遇害。因施江南曾大力救助台籍日本兵，亦有觀點指出，陳儀害怕施江南武裝台籍兵，故將其秘密殺害。

## 家族
- 妻 施陳焦桐
- 五位女兒
  - 四位台大醫學系畢業
  - 一位台大藥學系畢業

## 相關詞條
- 韓石泉、謝緯、王金河、吳新榮（文學運動）、賴和（文學、社會、文化運動）、蔣渭水（政治、社會文化運動)、劉清風、劉清井、廖煥章、廖溫仁、陳新彬、郭松根、高天成、翁俊明、洪長庚、邱德金、林篤勳、林清月（台語流行音樂）、周金波（文學創作）、李應章（社會、政治運動）、王昶雄（文學）、杜聰明等人士。
- 李火增
- 颱風艾達 (1945年) (京都帝大真下俊一教授等10名師生(原爆災害總合研究調査班)因艾達颱風在廣島縣大野町罹難)

## 外部連結
- 中央研究院 近代人物資訊整合系統 （页面存档备份，存于）
- 施江南 1902~1947 （页面存档备份，存于）
- 為台籍兵找生路、在法庭上講真話 施江南醫師卻因此命喪228（页面存档备份，存于）
- 四方醫院特展 看見228受難者施江南醫師傳奇 （页面存档备份，存于）
- 松尾 巌 (Matsuo Iwao)--（読み）マツオ イワオ （页面存档备份，存于）
- 松尾巖 (8th Edition [July 1928 )] （页面存档备份，存于）
- 真下俊一(Masimo Tosikazu) ましも-としかず （页面存档备份，存于）